# Rodion Nakhapetov
Rodion Rafaïlovich Nakhapetov (en russe : Родио́н Рафаи́лович Нахапе́тов), né le 21 janvier 1944 à Piatykhatky, est un réalisateur et un acteur soviétique puis russe.

## Biographie
Après ses études secondaires, à l'âge de 16 ans, Rodion Nakhapetov entra à la faculté de théâtre de VGIK (classe de Youli Raizman) dont il sort diplômé en 1965.
En 1972, il est diplômé du département de réalisation de VGIK (classe d'Igor Talankine). Depuis 1978, acteur et directeur des studios Mosfilm.
En 1989, Nakhapetov s'installe aux États-Unis, où il a vit et travaille de manière permanente jusqu'en 2003, puis rentre en Russie.

## Distinctions
- prix d'État de l'URSS : 1985, pour le rôle dans le film Le Torpilleurs (1985)
- ordre de l'Amitié : 2015

## Filmographie partielle

### Acteur
- 1964 : Il était une fois un gars (Живет такой парень, Jiviot takoï paren) de Vassili Choukchine : Guena
- 1964 : J'ai vingt ans (Мне двадцать лет, Mne dvadtsat let) de Marlen Khoutsiev : soldat
- 1965 : Le Cœur d'une mère (Сердце матери, Serdtse materi) de Marc Donskoï : Vladimir Ilitch Lénine
- 1965 : Première Neige (Первый снег, Pervyy sneg) de Boris Grigoriev : Narrateur
- 1976 : Esclave de l'amour (Раба любви, Raba liubvi) de Nikita Mikhalkov : Victor Pototski
- 1983 : Les Torpilleurs (Торпедоносцы) de Semion Aranovitch : Alexandre Belobrov

### Réalisateur
- 1973 : Avec toi et sans toi (С тобой и без тебя, S toboï i bez tebia)
- 1975 : Au bout du monde (На край света…, Na kraï sveta...)
- 1977 : Les Ennemis (ru) (Враги, Vragi)
- 1980 : Ne tirez pas sur les cygnes blancs (ru) (Не стреляйте в белых лебедей, Ne stre lyayte v blym lebedey)
- 1986 : Un parapluie pour jeunes mariés (Зонтик для новобрачных, Zontik dlia novobratchnykh)
- 1987 : À la fin de la nuit (На исходе ночи, Na iskhode nochi)

## Doublage
- 1990 : La Mère (Мать) de Gleb Panfilov : Nicolas II